# Guilherme Gomes Lund
Guilherme Gomes Lund (Rio de Janeiro, 11 de julho de 1947 – ?, ?), também chamado Luís, foi um estudante e guerrilheiro brasileiro, militante do Partido Comunista do Brasil (PCdoB). Participou da luta armada contra a ditadura militar, instaurada entre 1964 e 1985, sendo um dos integrantes da Guerrilha do Araguaia. Ali, integrou a segurança da Comissão Militar como tropeiro. Por estar desaparecido desde 25 de dezembro de 1973 e não se saber ao certo o local e a data de sua morte, nunca foi sepultado, mas é tido por algumas fontes como morto em combate contra tropas do exército ao lado de outros quatro guerrilheiros no mesmo dia. Seu desaparecimento foi objeto de investigação para a Comissão Nacional da Verdade (CNV) a partir de 2011.

## Biografia
Guilherme nasceu na capital do Rio de Janeiro. Era filho de Júlia Gomes Lund e de João Carlos Lund e possuía uma única irmã, atual herdeira do guerrilheiro, todos membros de uma família de classe média carioca. O jovem foi um dos guerrilheiros que desapareceram no Araguaia durante o regime militar.
Cursou o ensino secundário no Colégio Militar do Rio de Janeiro e, em seguida, no Colégio Santo Antônio Maria Zaccaria e no Colégio Vetor, ambos também no Rio. Com 20 anos, em 1967, entrou na Faculdade Nacional de Arquitetura da Universidade Federal do Rio de Janeiro (UFRJ), onde participou do movimento estudantil da época e completou somente até o segundo ano da graduação. Em 26 de junho de 1968, durante a Passeata dos Cem Mil, foi detido com outros companheiros enquanto distribuíam panfletos subversivos na avenida Presidente Vargas. Foi libertado em 10 de julho e, posteriormente, recebeu a sentença de seis meses de prisão, pena que não chegou a cumprir. Mudou-se para Porto Alegre logo em seguida. Lá, entrou para a militância do PCdoB, que o levou, em fevereiro de 1970, à região do rio Araguaia, localizada ao sul do estado do Pará, para unir-se ao grupo de guerrilha que se formava por lá.
No Araguaia, Guilherme evoluiu rapidamente nas atividades de hipismo e natação até conquistar o posto de tropeiro da guarda da Comissão Militar do grupo. No dia de Natal de 1973, desapareceu após um ataque das Forças Armadas ao acampamento da Comissão Militar. Ele estava acamado, vítima de malária, e era um dos 15 guerrilheiros que se encontravam no local. O episódio ficou conhecido como "Chafurdo de Natal".
Segundo o Relatório do Ministério da Marinha, apresentado em 1993 ao ministro da Justiça Maurício Corrêa, Guilherme Lund teria sido morto no mesmo dia do ataque. Os depoimentos do segundo tenente da Polícia Militar de Goiás, João Alves de Souza, em 20 de fevereiro de 2014, e do sargento Santa Cruz – ambos dados à Comissão Nacional da Verdade – também afirmam a data de morte do guerrilheiro como 25 de dezembro de 1973. Porém, seu corpo nunca foi encontrado ou entregue à família.

## Guerrilha do Araguaia

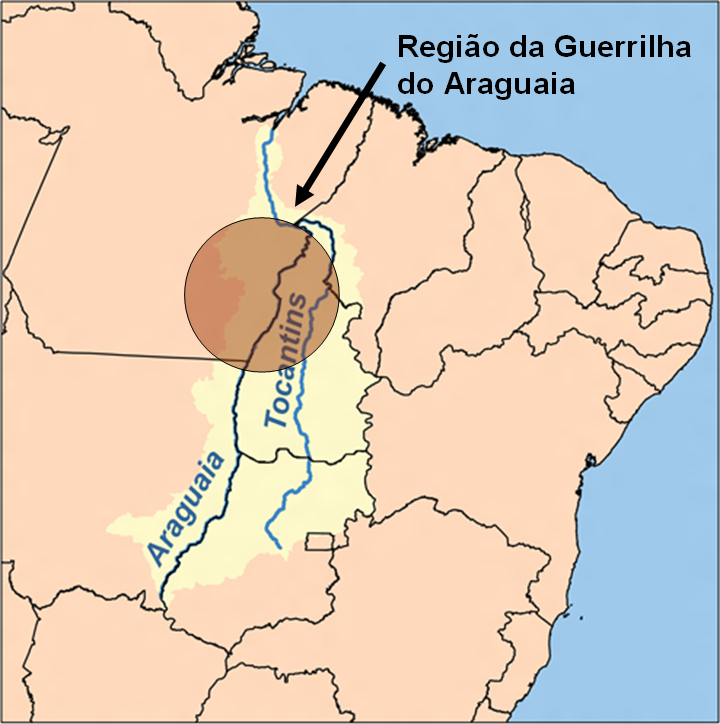
Local de atuação da guerrilha no final da década de 1960 e início da de 1970. No mapa, em amarelo, a região do Araguaia. No círculo marrom, a área de enfrentamento entre guerrilha e exército (1972-74), quando Guilherme Lund desapareceu

Organizada por militantes do PCdoB, a Guerrilha do Araguaia ocupava as margens do rio homônimo, que abrange os estados do Pará, Maranhão e Goiás, mais especificamente no primeiro. Pretendia-se criar uma resistência na região do campo, sob orientação e financiamento de países comunistas, em especial Cuba, que acabava de realizar a Revolução Cubana e colocava no poder o líder revolucionário Fidel Castro. Seria uma tentativa de implantação do comunismo no Brasil frente ao regime militar. É considerada a maior tentativa do partido de instaurar um movimento comunista rural no País.
Guilherme foi enviado de Porto Alegre para lá a fim de integrar a Comissão Militar do grupo, onde passou quase três anos de sua vida até seu desaparecimento. Em carta enviada aos seus pais, em que conta sobre sua decisão de abandonar a cidade e dedicar-se à luta contra o governo ditatorial mesmo com a dureza da mudança, o jovem explica os motivos que o desligaram dos estudos e a viagem repentina sem endereço certo. Ele escreveu: “Cada vez se torna mais difícil para os jovens se manterem nesse estado de coisas atual. Não há perspectivas para a maioria dentro do atual status, muito menos para mim que não consigo ser inconsciente ou alienado a tudo que se passa em volta ... Minha decisão é firme e bem pensada... No momento só há mesmo uma saída: transformar este país, é o próprio governo que nos obriga a ela. A violência injusta gera a violência justa. A violência reacionária é injusta enquanto a violência popular é justa, porque está a favor do progresso e da justiça social”.
Lá, o jovem colocou em práticas suas habilidades em hipismo e natação, ganhando destaque como tropeiro. Entrou para o Destacamento A da Comissão Militar, depois pertenceu ao Destacamento C e, mais tarde, integrou a guarda da Comissão. Segundo o Dossiê dos Mortos e Desaparecidos Políticos a partir de 1964, organizado pela Comissão de Familiares de Mortos e Desaparecidos Políticos, pelo Instituto de Estudo da Violência do Estado (Ieve) e pelo Grupo Tortura Nunca Mais do Rio de Janeiro e de Pernambuco, "ao iniciar-se a luta guerrilheira, Guilherme já era um excelente mateiro e caçador. Era um companheiro dedicado, sempre preocupado em ensinar aos menos experientes". Ainda de acordo com o mesmo documento, o local que Guilherme se instalou foi a Faveira, atual município de São João do Araguaia.
A região da Guerrilha do Araguaia não foi escolhida por acaso: tinha posição estratégica por estar isolada e marcada por conflitos de terra. Os militantes chegaram aos poucos – os primeiros membros se instalaram ali em 1967, após um treinamento tático na China –, compraram lotes e montaram comércios nas vilas ao redor de Xambioá (na época GO; atual TO) e Marabá (PA).

## Ataques das Forças Armadas

Tropas do Exército Brasileiro na Guerrilha do Araguaia, na região de Marabá

Grupo de guerrilheiros no Araguaia, durante os anos 1970

A partir de 1972, o Exército Brasileiro iniciou seu combate aos guerrilheiros do Araguaia na maior mobilização de tropas brasileiras desde a Segunda Guerra Mundial. O PCdoB estimava que, com mais dois anos de treinamento, poderia finalmente iniciar a revolta armada rural. Em abril desse ano, tropas das Forças Armadas nacionais chegaram aos municípios de Xambioá e Marabá. Tinham recursos, mas não conheciam a região. Os 3.200 homens, helicópteros e até napalm (arma incendiária) da Operação Papagaio, como ficou conhecida, não foram suficientes: sofreram mais baixas que os guerrilheiros e recuaram em outubro. Em abril do ano seguinte, realizaram uma segunda intervenção, dessa vez com menos agentes para infiltrarem-se na mata do Araguaia. Os grupos pequenos, armados e bem informados graças a torturas feitas contra guerrilheiros interceptados atacavam com um único objetivo. A ordem que receberam era não deixar nenhum guerrilheiro vivo.
As Forças Armadas negam até hoje os ataques, mas as ossadas encontradas na região, os documentos e depoimentos de militares corroboram o extermínio do grupo de guerrilha. A última militante encontrada, Walkiria Afonso Costa, foi presa e morta em outubro de 1974. Algumas fontes estimam que foram mortos 20 militares, 67 guerrilheiros e 31 camponeses. Outras apontam que dos 69 militantes do PCdoB que estavam na área, 59 morreram no conflito, além de parte da população ribeirinha local também assassinada e das baixas – que variam de quatro a 200 – nas Forças Armadas.
Foi em um desses episódios de ataques e intervenções das tropas militares que Guilherme Lund desapareceu.

## Desaparecimento
Na manhã do dia 25 de dezembro de 1973, um grupo de paraquedistas atacou de surpresa um dos acampamentos da Guerrilha do Araguaia em Saranzal, na Serra das Andorinhas, atual município de Palestina do Pará. Mataram quatro guerrilheiros, incluindo o comandante e ex-deputado Maurício Grabois. Um depoimento de um guia das Forças Armadas à Comissão Nacional da Verdade resgatou esse episódio e apontou que as mortes do lado militar, na verdade, foram maiores. "Morreram quatro guerrilheiros e seis militares", contou Cícero Venâncio à CNV. Os relatórios militares, porém, não fazem qualquer referência a baixas entre as Forças Armadas empregadas na ação mais violenta contra a Guerrilha do Araguaia.
O livro Lei da Selva, do jornalista Hugo Studart, escrito com base em relatos de ex-oficiais que o autor deu o nome de "Dossiê Araguaia", aponta que esse momento da guerrilha ficou conhecido como Chafurdo de Natal e foi responsável pela sua desestabilização. Mas não se refere a mortes do lado militar durante o episódio.
Segundo o Relatório Arroyo, escrito pelo militante Ângelo Arroyo após o conflito e apresentado ao Comitê Central do Partido Comunista do Brasil, o conflito, na verdade, durou do dia 25 ao 30 de dezembro, quando grupos de guerrilheiros partiram do acampamento em fuga. "Dia 25 de dezembro, [...] um helicóptero sobrevoava a área próxima ao acampamento da força. Quando [seis guerrilheiros] já estavam a mais ou menos a um quilômetro do acampamento, às 11h25 da manhã, ouviram cerrado tiroteio. Encontraram-se logo depois com Áurea e Peri, que vinham apanhá-los para o acampamento. Os dois afirmaram que o tiroteio tinha sido no rumo do acampamento. Cinco minutos depois do tiroteio, dois helicópteros e um avião começaram a sobrevoar a área onde houvera o tiroteio, e continuaram durante todo o dia nessa operação. Dois helicópteros grandes fizeram duas viagens – da base do Mano Ferreira, a uns cinco ou seis quilômetros, até o local do tiroteio".
Ângelo Arroyo foi dirigente do Partido Comunista do Brasil, integrante da guerrilha e um dos poucos combatentes a saírem vivos do conflito após os embates dos militantes com as Forças Armadas. No mesmo documento, ele faz referência às trocas de destacamento que Guilherme Lund fez usando seu codinome. "Vieram para o C os companheiros Luis (Guilherme Gomes Lund) e Lauro (Custódio Saraiva Nela), do A", escreveu. Ele também menciona que Guilherme estava com febre, ainda usando seu codinome. "Os membros da CM [Comissão Militar] e sua guarda ficaram num ponto mais alto do terreno e os demais ficaram na parte de baixo. Na hora do tiroteio, havia 15 companheiros no acampamento: Mário (Mauricio Grabois), Paulo, Pedro, Joca, Tuca, Dina (com febre), Luis (com febre), na parte alta; embaixo: Zeca, Lourival, Doca e Raul (estava ralando coco babaçu para comer). Lia e Lauro faziam guarda. Osvaldo e Batista realizavam a camuflagem", mencionou Ângelo Arroyo. Guilherme Lund estava acamado porque pegou malária nos dias anteriores ao Chafurdo de Natal.
Desde o ataque, Guilherme Lund nunca mais foi encontrado. Ele foi acusado de tentativa de implantação de guerrilha rural pelo Comitê Central do PCdoB em Xambioá (TO), no Relatório do Ministério da Marinha, do ministro da Justiça Maurício Corrêa de 1993. Foi dado como morto também no dia 25 pelo mesmo relatório. A lei nº 9.140, de 04 de dezembro de 1995, reconhece como mortas pessoas desaparecidas em razão de participação, ou acusação de participação, em atividades políticas, no período de 2 de setembro de 1961 a 15 de agosto de 1979, o que inclui Guilherme Gomes Lund. No anexo da lei, estão todos os nomes das pessoas desaparecidas no período com a época do desaparecimento. Guilherme é o número 44 da relação de 136 desaparecidos políticos agora dados como mortos.

## Investigações e indenizações à família
Uma Comissão para Mortos e Desaparecidos criada em 1995 pela lei nº 9.140 ficou responsável por buscar informações a respeito de todos os cidadãos desaparecidos na época. Em 2008, ela emitiu um parecer destinado ao Estado brasileiro, exigindo informações sobre o caso Gomes Lund em até dois meses, o que não aconteceu. A Comissão decidiu, então, submeter a investigação à Corte Interamericana de Direitos Humanos (CIDH).
O Brasil foi condenado pela Corte Interamericana pela tortura e pelo desaparecimento forçado de integrantes da Guerrilha do Araguaia durante as operações militares ocorridas na década de 1970, incluindo o caso de Guilherme Gomes Lund. A Corte atribuiu ao Estado a responsabilidade "pelo desaparecimento forçado e, portanto, pela violação dos direitos ao reconhecimento da personalidade jurídica, à vida, à integridade pessoal e à liberdade pessoal" de 62 desaparecidos políticos durante a ditadura, incluindo Guilherme Gomes Lund. O Diário Oficial da União de 14 de fevereiro de 2014 aponta que o Brasil, além de pagar o montante estabelecido na sentença da Corte, também deve oferecer tratamento médico e psicológico-psiquiátrico aos envolvidos no caso Lund.
A decisão da CIDH responsabilizou os Três Poderes da República a investigar os fatos ocorridos no período do regime ditatorial, julgar os culpados e aplicar-lhes as devidas punições, além de indenizar as famílias das vítimas da ditadura. A Corte, assim, obrigou que o Estado investigasse o paradeiro dos desaparecidos, descobrisse as causas de possíveis mortes e dessem acesso total à sociedade sobre os documentos relacionados a esse período da história brasileira.
"Os autores do desaparecimento forçado ocultaram as provas dos delitos, escapando da punição, além de terem negado reconhecer que as vítimas estavam sob sua custódia ou davam informações contraditórias sobre seu paradeiro, impossibilitando a vítima exercer seus direitos e mantendo seus familiares em um vazio informativo sobre seu paradeiro ou situação, entretanto, era evidente a materialização do crime de desaparecimento forçado", escreveram Simone Alvarez Lima e Eduardo Manuel Val na Análise do caso Lund versus Brasil após cinco anos da condenação.
O Estado brasileiro, por sua vez, mesmo sob a condenação da Corte, efetuou pagamentos administrativos apenas às vítimas da ditadura vivas para cumprir à obrigação. Para os herdeiros de vítimas já falecidas – ou então desaparecidas dadas como mortas –, a União optou por simplesmente ajuizar as ações em todo o País, com o depósito judicial da quantia. Em outubro de 2014, a Justiça Federal em Muriaé (MG) determinou o pagamento de juros por atraso da indenização devida a descendente de uma das vítimas da ditadura militar: a irmã de Guilherme.
A mãe de Guilherme, Júlia Gomes Lund, passou anos buscando notícias do filho desaparecido. Morava em Cataguases (MG), local onde faleceu e deixou como única herdeira a irmã de Guilherme, para quem deve ser paga a indenização brasileira relacionada ao desaparecimento forçado do jovem estudante. A quantia fixada pela CIDH era de 48 mil dólares, quantia que só foi paga em maio de 2013, um ano e meio depois do limite estabelecido na decisão. Para a Justiça, a indenização "não versa, tão somente, sobre interesse patrimonial individual (disponível) consistente no pagamento da indenização fixada pela Corte, mas representa um importante capítulo da história do nosso País, que busca reparar as graves violações de direitos humanos perpetradas no combate à denominada Guerrilha do Araguaia".

## Homenagens
A memória dos guerrilheiros do Araguaia foi homenageada em diversos documentários e livros sobre o movimento. Entre eles, estão os filmes Camponeses do Araguaia – A Guerrilha Vista por Dentro, de Vandré Fernandes, e Soldados do Araguaia, de Belisario Franca, e os livros Os Protagonistas do Araguaia, de Patricia Sposito Mechi, Operação Araguaia: os arquivos secretos da guerrilha, de Taís Morais e Eumano Silva, e A Lei da Selva, de Hugo Studart.
Guilherme Gomes Lund, mais especificamente, foi homenageado em 20 de novembro de 1997 com ruas nos bairros de Vila Esperança, Residencial Cosmo e Residencial Cosmo I que levaram seu nome.